# Ana de Castro Osório
Ana de Castro Osório OSE • ComMAI (Mangualde, Mangualde, 18 de junho de 1872 – Sé, Lisboa, 23 de março de 1935) foi uma escritora, especialmente no domínio da literatura infantil, jornalista, pedagoga, feminista e activista republicana portuguesa.

## Biografia

### Nascimento e Família
Nascida em Mangualde, a 18 de junho de 1872, e batizada também em Mangualde a 18 de setembro de 1872, Ana de Castro Osório era filha de João Baptista de Castro (1845-1920), reputado bibliófilo, notário e magistrado, conservador do registo predial em Mangualde, natural de Eucísia, Alfândega da Fé, e de Mariana Adelaide Osório de Castro Cabral e Albuquerque (1842-1917), activista feminista, natural de São Jorge de Arroios, Lisboa. A sua mãe era filha do Tenente-General José Osório de Castro Cabral de Albuquerque (1799-1857), natural de Algodres e Governador de Macau, e de Ana Doroteia Moore Quintius, de nacionalidade neerlandesa, natural de Macau. Sobre o seu pai sabe-se ainda que publicou um livro sobre "Questões Jurídicas" (1868) durante a sua estadia universitária em Coimbra, quando este era companheiro de casa de Teófilo Braga, e que em 1911 julgou e aprovou o pedido de Carolina Beatriz Ângelo para ser incluída nas listas de recenseamento eleitoral, tornando-se assim na primeira mulher a votar no país. Ana era também a mais nova dos quatro filhos do casal, sendo irmã de Alberto Osório de Castro (1868-1946), juiz, maçon e poeta, João Osório de Castro (1869-1939), juiz e escritor, e de Jerónimo Osório de Castro (1871-1935), comandante e presidente da Liga dos Combatentes da Grande Guerra, sendo ainda tia do engenheiro e empresário industrial Jerónimo Pereira Osório de Castro (1902-1957), do médico veterinário, professor e autor Jerónimo de Melo Osório de Castro (1910-1976), do dramaturgo e escritor João Osório de Castro (1926-2007) e do ex-bastonário da Ordem dos Advogados e poeta António Osório (1933-2021).

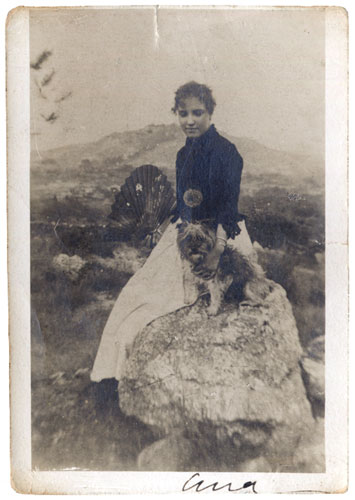
Ana de Castro Osório em jovem (fotografia pertencente ao espólio do poeta António Osório, doado à Biblioteca Nacional de Portugal)

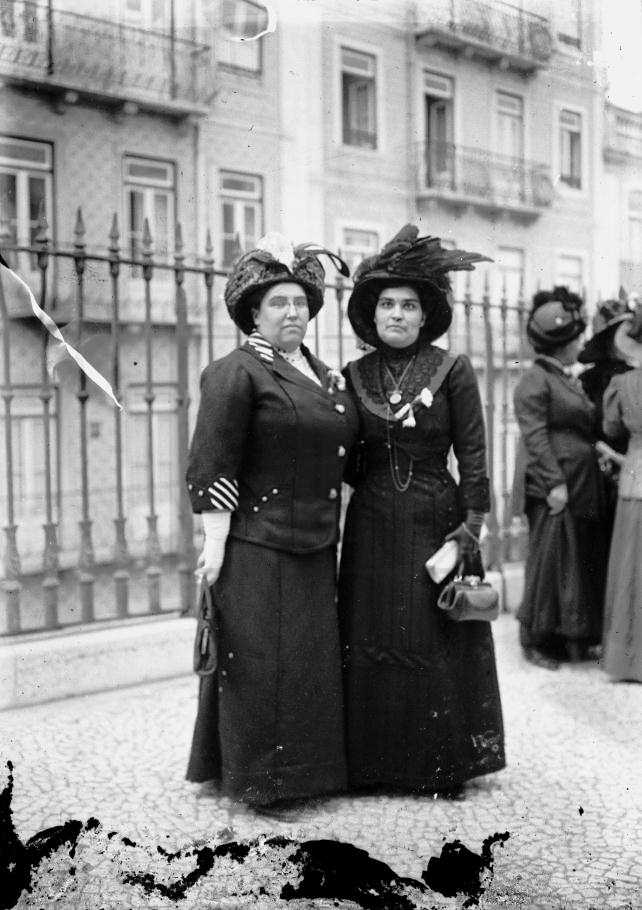
Carolina Beatriz Ângelo, a primeira eleitora portuguesa, e Ana de Castro Osório, presidente da Liga Republicana das Mulheres Portuguesas. Fotografia publicada no jornal O Século por Joshua Benoliel (1911)

### Carreira Profissional e Literária
Em 1895, residindo em Setúbal, e tomando como principal interesse o jornalismo, Ana de Castro Osório começou a publicar os seus primeiros artigos e crónicas no periódico "Mala da Europa", sendo elogiada publicamente pelo político, poeta e escritor ultra-romântico português Tomás Ribeiro, pai da poetisa e futura colega de activismo Branca de Gonta Colaço.  
Anos mais tarde, envolvida na luta pelo republicanismo e pelos direitos da mulher, nos primeiros anos do século XX, começou a colaborar com a revista "A Sociedade Futura", fundada por Maria Olga de Moraes Sarmento da Silveira e seu marido Manuel João da Silveira, com o objectivo de divulgar o movimento feminista no país, seguindo-se outras colaborações com o periódico "Jornal dos Pequeninos", a revista mensal da Liga Republicana das Mulheres Portuguesas (LRMP), "A Mulher e a Criança", e pouco depois, com o jornal setubalense "O Radical", onde desempenhou um papel de destaque com as suas obras, de 1910 a 1911, fundando ainda a Escola Liberal de Setúbal e a Lusitânia Editora Limitada, situada no local de sua moradia, em Lisboa, actuando como um dos principais divulgadores da poesia e obra de Camilo Pessanha. Para além de assinar sob o seu próprio nome, de entre os vários pseudónimos que adoptou, também utilizava os nomes Ann Moore e Ana Doroteia Moore, em homenagem à sua avó materna.
Primeira organizadora da Liga Republicana e primeira presidente. 
Para além das peças de carácter jornalístico, Ana de Castro Osório começou também a escrever, em 1898, diversas obras didácticas, romances, novelas, contos e peças infantis, incluindo a colecção de 18 volumes "Para as Crianças" (1897-1935) que lhe conferiu um lugar cimeiro como criadora da literatura infantil em Portugal.

### Casamento
A 10 de março de 1898, com 25 anos, Ana de Castro Osório casou-se na igreja paroquial de Nossa Senhora da Anunciada, em Setúbal, com Francisco Paulino de Oliveira (Nossa Senhora da Anunciada, Setúbal, 1864 - São Paulo, Brasil, 13 de março de 1914), filho de João Vitorino de Oliveira e Maria José Gomes de Oliveira, também naturais de Setúbal (freguesia de Nossa Senhora da Anunciada), guarda-livros, poeta, publicista e membro do Partido Republicano Português, comummente conhecido como Paulino de Oliveira. Anos antes, tinha recusado veementemente o pedido de casamento do poeta Camilo Pessanha, contudo, a amizade entre os dois manteve-se até à morte deste, em 1926.
Do seu casamento, teve dois filhos: o poeta, dramaturgo, historiador literário, ensaísta e político, dirigente do Nacionalismo Lusitano, João de Castro Osório (1899-1970) e o escritor, jornalista e crítico literário José Osório de Castro (1900-1964), pai da actriz Isabel de Castro (1931-2005).

### Maçonaria
Com o virar do século, em 1907, a escritora mangualdense tornou-se membro do Grande Oriente Lusitano, integrando a Loja Humanidade, sendo esta inteiramente feminina, e adoptou como nome simbólico maçónico o nome de Leonor Fonseca Pimentel, em homenagem à revolucionária portuguesa do século XVIII, conhecida como a "Portuguesa de Nápoles".

### Activismo Republicano e Feminismo

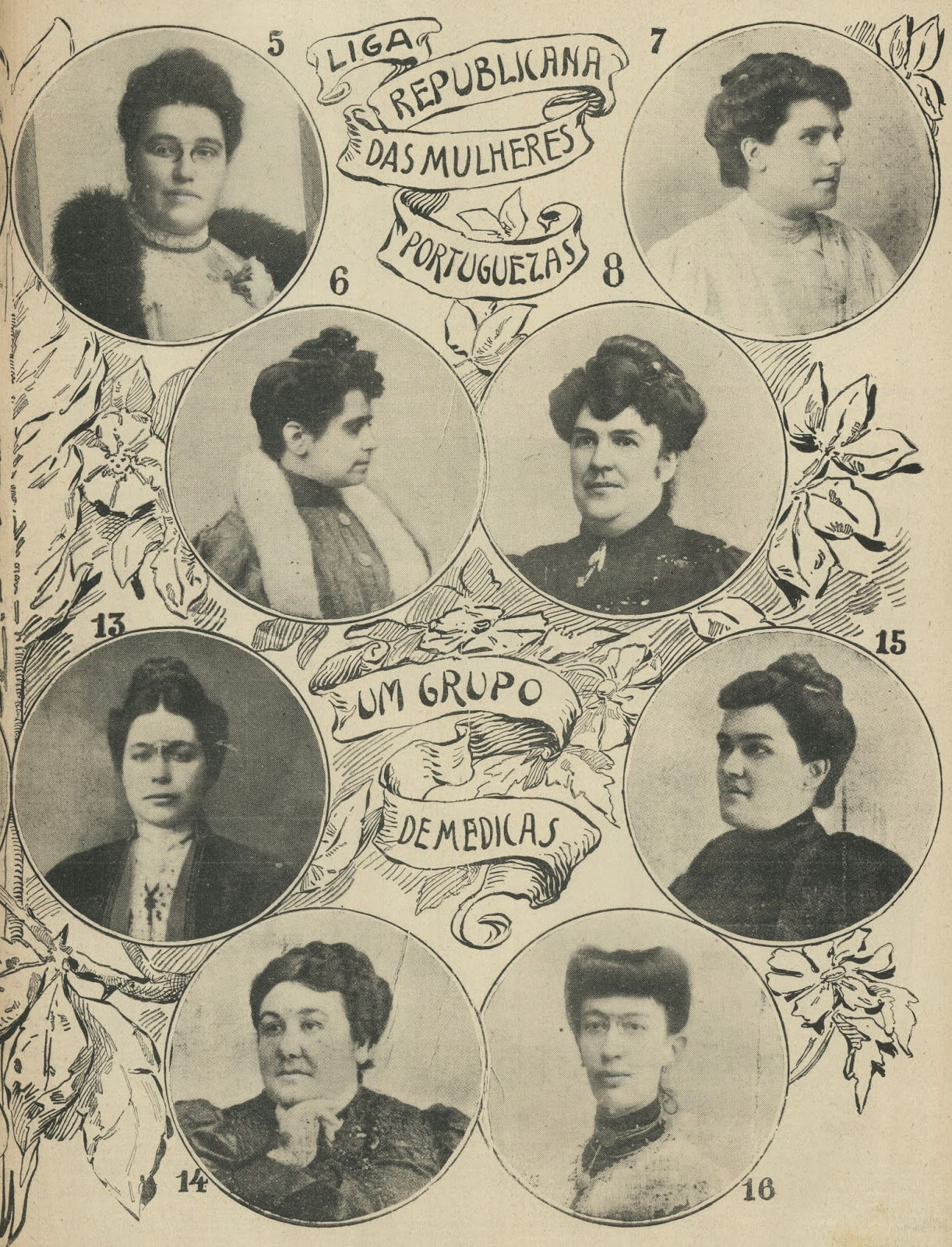
Suplemento do jornal O Século sobre as sufragistas da Liga Republicana das Mulheres Portuguesas, publicado a 12 de maio de 1910. 5 - Ana de Castro Osório; 6 - Maria Veleda; 7 - Beatriz Paes Pinheiro de Lemos; 8 - Maria Clara Correia Alves; 13 - Sofia Quintino; 14 - Adelaide Cabete; 15 - Carolina Beatriz Ângelo; 16- Maria do Carmo Joaquina Lopes

Com o crescente clima de instabilidade político-social existente na Europa, Ana de Osório Castro começou a focar os seus esforços na luta pela causa republicana e a igualdade de direitos entre homens e mulheres, reflectindo muitas vezes esses mesmos ideais nas suas obras literárias, e assim tornando-se numa das mais reconhecidas pioneiras activistas feministas em Portugal.
Mudando-se para Lisboa, em 1905, escreveu "Às Mulheres Portuguesas", o primeiro manifesto feminista português, seguindo-se a sua integração no Grupo Português dos Estudos Feministas e ainda, em 1908, com o apoio do político republicano António José de Almeida, a fundação da organização e associação política Liga Republicana das Mulheres Portuguesas (LRMP), no 2º andar do nº 6 da Rua dos Castelinhos, em Lisboa, juntamente com as médicas e sufragistas Carolina Beatriz Ângelo e Adelaide Cabete, entre outras proeminentes mulheres da sociedade portuguesa de então.
Durante esse prolífero período, a escritora e activista publicou diversas obras e artigos de carácter político e social, nomeadamente sobre o direito ao voto, à educação, ao trabalho e a importância da independência económica da mulher em caso de abandono ou viuvez, entre outros temas, como também escreveu e fez distribuir, gratuitamente, folhetos de divulgação de normas educativas e de higiene para jovens mães, com o título "A Bem da Pátria".
Durante a Primeira República Portuguesa, imediatamente após a implantação da República, a escritora colaborou com Afonso Costa, então Ministro da Justiça, na elaboração da lei do divórcio. Segundo Ana de Castro, "a lei do divórcio é necessária não para separar os que estão separados e sem escrúpulos seguem o seu destino, mas para libertar os que estão presos". Quando a lei foi aprovada, tornou-se numa das principais conquistas dos movimentos feministas em Portugal.
Pouco meses depois, devido a conflitos internos na Liga Republicana das Mulheres Portuguesas, nomeadamente com a facção que apoiava a militante Maria Veleda e discordava da proposta apresentada por Ana de Castro Osório ao Governo Português para se alterar o Código Eleitoral, que se fosse aprovada só permitiria o voto para as mulheres que pagassem impostos, fossem maiores de idade e pertencessem à elite intelectual, tendo portanto que ser instruídas, e consequentemente excluía grande parte da população feminina do país por ser analfabeta, a escritora e activista feminista demitiu-se do cargo de presidente e fundou a Associação de Propaganda Feminista, juntamente com Carolina Beatriz Ângelo, Joana de Almeida Nogueira e Rita Dantas Machado, entre outras activistas.

### Emigração no Brasil

Ana de Castro Osório (representada na primeira fila à direita) e principais figuras da facção republicana na obra "Pela República" da autoria de Roque Gameiro

Em 1911, viajou para o Brasil quando o seu marido foi nomeado cônsul em São Paulo. Trabalhou como professora e escreveu vários livros, entre os quais "Lendo e Aprendendo" e "Lição de História", dois manuais utilizados tanto pelas escolas brasileiras como portuguesas. Três anos mais tarde, Paulino de Oliveira faleceu em São Paulo, a 13 de março de 1914, vitimado pela tuberculose.
Após enviuvar, Ana de Castro Osório regressou a Portugal com os seus dois filhos, João de Castro Osório (1899-1970) e José Osório de Oliveira (1900-1964), fixando residência em Lisboa, nomeadamente no primeiro andar do número 17 da Rua do Arco do Limoeiro (atual Rua Augusto Rosa), junto à Sé.

### Beneficência e Esforço de Guerra
Atenta ao clima de tensão e iminente guerra na Europa, em 1914, Ana de Castro Osório fundou a Comissão Feminina Pela Pátria, com Ana Augusta de Castilho, Antónia Bermudes e Maria Benedita Mouzinho de Albuquerque Pinho. Esta tornou-se na primeira instituição organizada em Portugal com o objectivo de mobilizar as mulheres para o esforço de guerra, inovando também ao conduzir os primeiros cursos de enfermagem em Portugal que não eram ministrados por e para freiras, por iniciativa da médica Sofia Quintino que coordenou toda a operação. Anos mais tarde, com a participação das forças militares portuguesas na Primeira Guerra Mundial, Elzira Dantas Machado, ao tempo Primeira-Dama, remodelou a comissão feminina e fundou a Cruzadas das Mulheres Portuguesas (CMP), um movimento de beneficência que prestava assistência aos soldados mobilizados e às suas famílias.

### Função Pública
Assumiu ainda, em junho de 1916, a pedido de António Maria da Silva, ministro do Trabalho e Previdência Social, o cargo de subinspectora dos Trabalhos Técnicos Femininos. Ao seu desempenho foram-lhe apontadas várias críticas e acusações, nomeadamente pela jornalista Adelaide Abrantes, no jornal "A Voz", questionando a utilidade do cargo, sendo no seu ponto de vista um caso de favorecimento do ministro às suas "afilhadas", que viviam em conivência com a classe dos patrões ao não aplicarem no terreno as novas leis de trabalho decretadas pelo governo, tais como a abolição dos serões das costureiras. 

### Últimos Anos

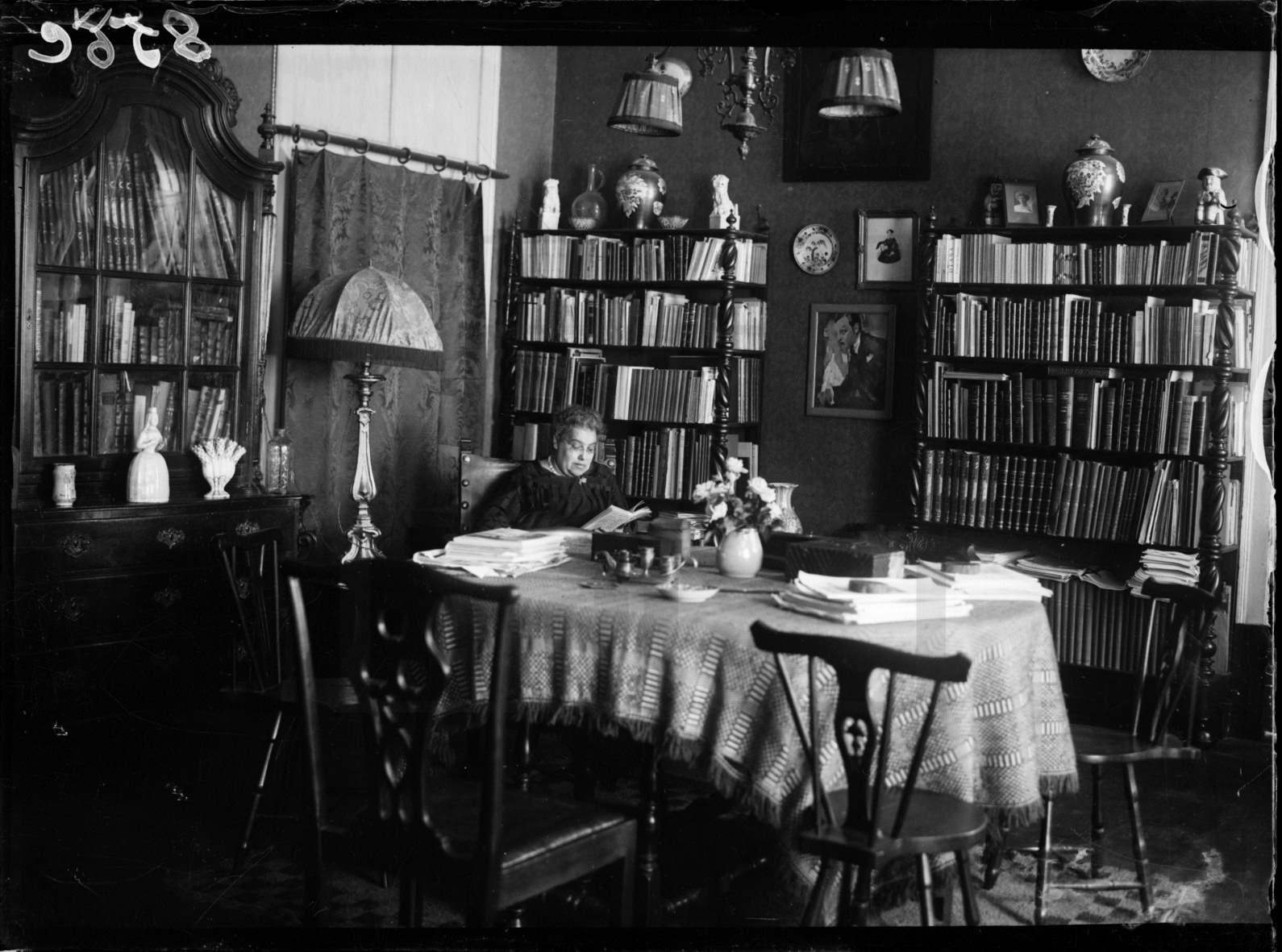
Ana de Castro Osório na sua biblioteca pessoal (1928)

Nos anos seguintes, Ana de Castro Osório continuou a escrever e afirmou-se como uma escritora reconhecida a nível nacional e no Brasil, regressando a este país em 1922, para proferir uma série de conferências no Rio de Janeiro, São Paulo, Paraná e Rio Grande do Sul. Sobre essas conferências, escreveu o livro "A Grande Aliança" (1924) e tornou-se colaboradora do jornal feminista O Corymbo.
No fim da Primeira República Portuguesa, sentindo-se "desiludida" com a situação política em Portugal, reduziu a sua intervenção pública ao trabalho na Cruzada das Mulheres Portuguesas e à sua escrita.

### Falecimento
Ana de Castro Osório faleceu a 23 de março de 1935, aos 62 anos, vítima de nefrite crónica, em sua casa, na Rua Augusto Rosa, 17, 2.º andar, freguesia da Sé, em Lisboa.
Encontra o seu descanso final no jazigo de família número 4814, no Cemitério do Alto de São João, em Lisboa. No seu funeral, compareceram figuras de áreas distintas, entre as quais Regina Quintanilha, Fernanda de Castro, Maria Veleda, João de Barros, António Sérgio, Aquilino Ribeiro, José Rodrigues Miguéis e Hernâni Cidade.

## Obra Literária
Da sua imensa obra literária, que conta com mais de cinquenta títulos, incluindo ensaios, romances e contos, algumas obras de destaque são: "Em Tempo de Guerra" (1918), "A Verdadeira Mãe" (1925), "Viagens Aventurosas de Felício e Felizarda" (1923), "A Grande Aliança" (1924), "Mundo Novo" (1927), "A Capela das Rosas" (1931), "O Príncipe das Maçãs de Oiro" (1935), e "Histórias Maravilhosas da Tradição Popular Portuguesa" (2 volumes, compilada somente em 1952); assim como várias publicações periódicas de destaque onde colaborou como: "A Ave azul"  (1899-1900), "Branco e Negro" (1896-1898), "Brasil-Portugal" (1899-1914), "A Leitura" (1894-1896), "Serões" (1901-1911), "A Farça" (1909-1910) e "Terra portuguesa" (1916-1927).
Para além dessas obras, e de o título de criadora da literatura infantil portuguesa, é lhe reconhecida uma extensa e intensiva recolha dos contos da tradição oral do país, e a tradução e publicação de vários contos dos irmãos Grimm assim como muitos outros autores estrangeiros de literatura para crianças.
A Ana de Castro Osório ainda se deve a compilação, organização, edição e publicação de "Clepsidra", o único livro de Camilo Pessanha, em 1920, na editora por ela criada, Lusitânia.

## Prémios, Distinções e Homenagem
- A 17 de Maio de 1919 tornou-se Oficial da Ordem Militar de Sant'Iago da Espada e a 5 de outubro de 1931 foi Comendadora da Ordem Civil do Mérito Agrícola e Industrial Classe Agrícola.[40]
- Em 1976, a Câmara Municipal de Lisboa homenageou a escritora dando o seu nome a uma rua na zona da Quinta dos Condes de Carnide, em Carnide.[41] Para além dessa rua, o seu nome foi atribuído a outras ruas nos concelhos do Montijo, Amadora, Amora, Mangualde, Sintra e Cascais.
- Na Biblioteca de Belém (Lisboa), existe a Biblioteca especializada Ana de Castro Osório.
- No concelho de Mangualde foi criada a Escola Básica dos 2.º e 3.º Ciclos Ana de Castro Osório.

## Lista de Obras
- Para as Crianças (1897-1935):

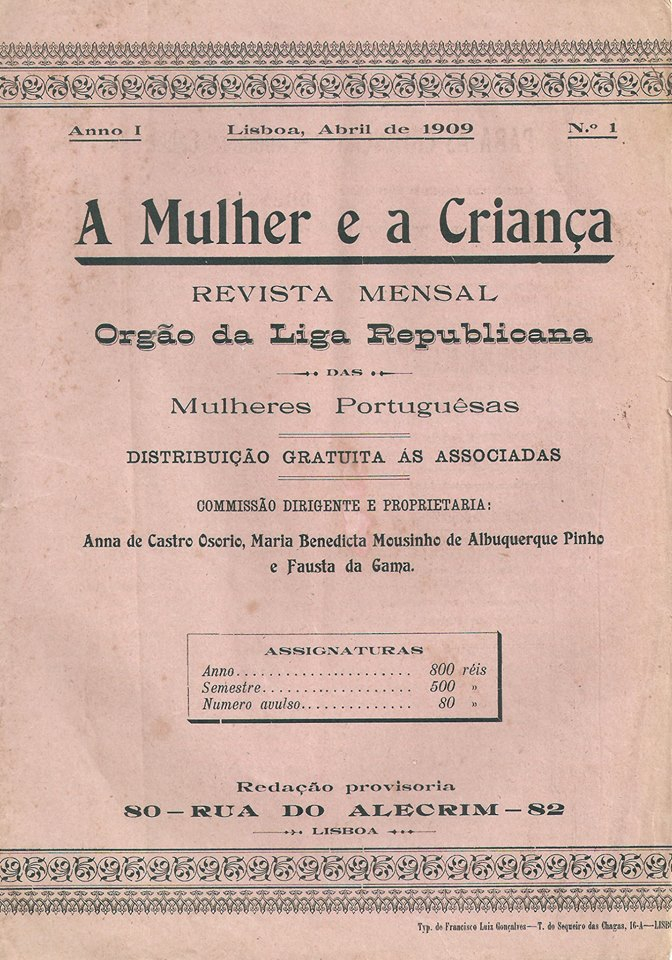
Revista mensal "A Mulher e a Criança", publicada pela Liga Republicana das Mulheres Portuguesas, 1909

  - Contos tradicionais portugueses, 10 volumes
  - Contos, Fábulas, Facécias e Exemplos da Tradição Popular Portuguesa[42]
  - Contos de Grimm (tradução do alemão)
  - Alma infantil
  - Animais, 1903
  - Boas crianças
  - Branca-Flor e outros contos
  - Branca-Flor e outras histórias
  - O Príncipe Luís e outras Histórias, 1897
  - O Esperto: e outras histórias
  - Os Dez Anõezinhos Da Tia Verde-Água, 1897
  - Histórias escolhidas (tradução do alemão)
  - Viagens aventurosas de Felício e Felizarda ao Polo Norte, 1920
  - Viagens aventurosas de Felício e Felizarda ao Brasil, 1923 [43]

- Teatro Infantil
  - A comédia da Lili, 1903
  - Um sermão do sr. Cura, 1907

- Infelizes: histórias vividas, 1892 (eBook)
- A Garrett no seu primeiro centenário, 1899
- Ambições: romance. Lisboa, Guimarães Libânio, 1903.[44]
- Bem prega Frei Tomás (comédia), 1905
- A Bem da Pátria:
  - As mães devem amamentar seus filhos
  - A educação da criança pela mulher
- A nossa homenagem a Bocage, 1905
- Às mulheres portuguesas, 1905 [45]
- A minha Pátria, 1906
- Quatro Novelas: A vinha, A feiticeira, Diário duma criança, Sacrificada, 1908 (eBook)
- A boa mãe, 1908 [46]
- A mulher no casamento e no divórcio, 1911.[47]
- Em tempo de Guerra, 1918 [48]
- De como Portugal foi chamado à Guerra: Histórias para Crianças, 1919 [49]
- A Capela das Rosas, 1920
- Dias de Festa, 1921 [50]
- A Princeza muda, 1921
- Casa de Meu Pai, 1922
- A Grande Aliança: A Minha Propaganda no Brasil. Lisboa: Ed. Lusitania, 1922.[51]
- Esperteza dum Sacristão, 1922
- O Livrinho Encantador, 1924
- O direito da mãe, 1925 [52]
- A verdadeira Mãe, 1925
- Mundo Novo, 1927
- O Príncipe das Maçãs de Oiro, conto infantil, 1935